# Morawy (województwo pomorskie)
Morawy (do 1991Mary; niem. Mahren) – wieś w Polsce, położona w województwie pomorskim, w powiecie kwidzyńskim, w gminie Gardeja.
| SIMC    | Nazwa     | Rodzaj    |
| ------- | --------- | --------- |
| 0150030 | Albertowo | część wsi |

W latach 1975–1998 wieś administracyjnie należała do województwa elbląskiego.